# Coronavir
Le coronavir est un médicament antiviral approuvé en Russie pour le traitement du COVID-19. On sait peu de choses sur ce médicament, à l'exception des informations publiées par son développeur R-Pharm.

## Description
D'après la description fournie à la presse, le coronavir semble être un inhibiteur de l'ARN polymérase du SARS-CoV-2, similaire à d'autres analogues nucléotidiques antiviraux comme le remdesivir. Le médicament semble être basé sur le favipiravir, un médicament développé au Japon.
Coronavir a été approuvé pour une utilisation dans les hôpitaux en juillet 2020, et en septembre 2020, il a reçu l'approbation pour la vente d'ordonnances pour une utilisation ambulatoire.